# Leonardo Lima da Silva
Leonardo Lima da Silva eller Léo Lima, född 14 januari 1982 i Rio de Janeiro, Brasilien, är en före detta professionell fotbollsspelare. Han debuterade i det brasilianska landslaget 2003.